# 朱勤煋
富陽王朱勤煋（1535年—？），富陽端僖王朱睦桴嫡次子，《明史》作嫡長子。嘉靖十七年（1538年），朱睦桴薨。嘉靖二十一年（1542年）十二月，明世宗遣武進伯朱海等為正使、翰林院編修郭朴等為副使，持節冊封朱勤煋襲封富陽王。次年（1543年），朱勤煋受封。
萬曆元年（1573年），朱勤煋因有罪廢為庶人發高墻禁住，國除。